# Анджей Лічик
Анджей Лічик (пол. Andrzej Liczik; 4 березня 1977, Феодосія) — польський боксер українського походження, призер чемпіонату Європи серед аматорів.

## Аматорська кар'єра
Анджей Лічик народився у Феодосії, УРСР. 1998 року він переїхав на постійне проживання до Польщі. З 2002 року виступав під польським прапором.
На чемпіонаті Європи 2002 програв у першому бою.
На чемпіонаті світу 2003 у першому бою зазнав розгромної поразки від Гільєрмо Рігондо (Куба) — 1-15.
На кваліфікаційному чемпіонаті Європи 2004 переміг двох суперників, програв у півфіналі Алі Аллаб (Франція), зайняв третє місце і отримав путівку на Олімпійські ігри 2004.
На Олімпіаді Анджей Лічик програв у першому бою Баходиру Султонову (Узбекистан) — RSC.
Після Олімпіади перейшов до напівлегкої ваги і ставав чемпіоном Польщі, але на міжнародній арені успіху не досяг.